# Tellinella virgata
Tellinella virgata is een tweekleppigensoort uit de familie Tellinidae. De wetenschappelijke naam van de soort werd gepubliceerd in 1758 door Carl Linnaeus in de tiende editie van Systema naturae als  Tellina virgata.